# Хорхе (пистолет)
«Хо́рхе» — семейство травматических пистолетов, выпускавшихся по лицензии НПО «Форт» на Климовском специализированном патронном заводе имени Ю. В. Андропова. Может использоваться в качестве служебного оружия, гражданского оружия самообороны и спортивно-тренировочного оружия.

## История
Первые партии пистолетов собирались по лицензии НПО «Форт» из украинских комплектующих и отличались нестабильным качеством изготовления. С 2010 по 2015 года производился полностью из комплектующих, выпускаемых на КСПЗ.
С 1 июля 2011 года импорт основных частей был запрещён.
В 2008 году пистолет «Хорхе-С» проходил испытания в системе МВД РФ, рассматривалась возможность вооружения ими отдельных категорий сотрудников правоохранительных органов, однако на вооружении он не состоит.
С июля 2015 года на базе пистолета «Хорхе-3М» началось производство пистолета «Vostok». В настоящее время производится модификация «Восток-1» с полимерной рамкой и обновленным затвором из нержавеющей стали.

## Конструкция
Основные детали пистолета изготавливаются из нержавеющей стали.
Автоматика пистолета «Хорхе» работает за счет энергии отдачи свободного затвора (ствол не имеет сцепления с затвором, запирание канала ствола достигается массой затвора и силой возвратной пружины) при неподвижном стволе.
УСМ курковый, двойного действия. В конструкции предусмотрена затворная задержка, удерживающая затвор после выстрела последнего патрона в крайнем заднем положении.
Ствол производится из оружейной нержавеющей стали. Ствол гражданских моделей пистолета имеет перегородки для снижения скорости пули, а также для исключения возможности стрельбы боевыми патронами с неэластичной пулей. Ствол служебных моделей пистолета («Хорхе-С» и «Хорхе-1С») перегородок не имеет.
Прицельные приспособления открытого типа, могут выполняться из различных марок сталей либо из пластика. Антикоррозионное покрытие металлических деталей имеет мелкозернистую, матовую поверхность.

## Варианты и модификации
- Хорхе - гражданская модель со стальной рамкой[6]
- Хорхе-С — служебный вариант — со стальной рамкой, без перегородок в стволе.
- Хорхе-1 — модель с полимерной облегченной рамкой[7].
- Хорхе-1С — служебный вариант — с полимерной рамкой, без перегородок в стволе.
- Хорхе-2 — модель со стальной рамкой и обновленным затвором[8]. Впервые представлен в 2008 году.
- Хорхе-3 — вариант с обновленным затвором и полимерной рамкой[9]. Впервые представлен осенью 2010 года (на выставке «Оружие и охота-2010»).
- Хорхе-3S (Хорхе-3 Спорт) — спортивный вариант с обновленным затвором из нержавеющей стали, полимерной рамкой и стволом без перегородок. Впервые представлен осенью 2010 года (на выставке «Оружие и охота-2010»).
- Хорхе-3М — модифицированный вариант с обновленным затвором из нержавеющей стали, полимерной рамкой. Впервые представлен осенью 2011 года (на выставке «Оружие и охота-2011»).
- Хорхе-4 — модифицированный вариант с обновленным затвором из нержавеющей стали, полимерной рамкой. Представлен в 2013 году (на выставке «Оружие и охота-2013»).

## Аксессуары
На пистолеты с полимерной рамкой (и на некоторые модели с металлической) возможна установка лазерного целеуказателя и фонаря.

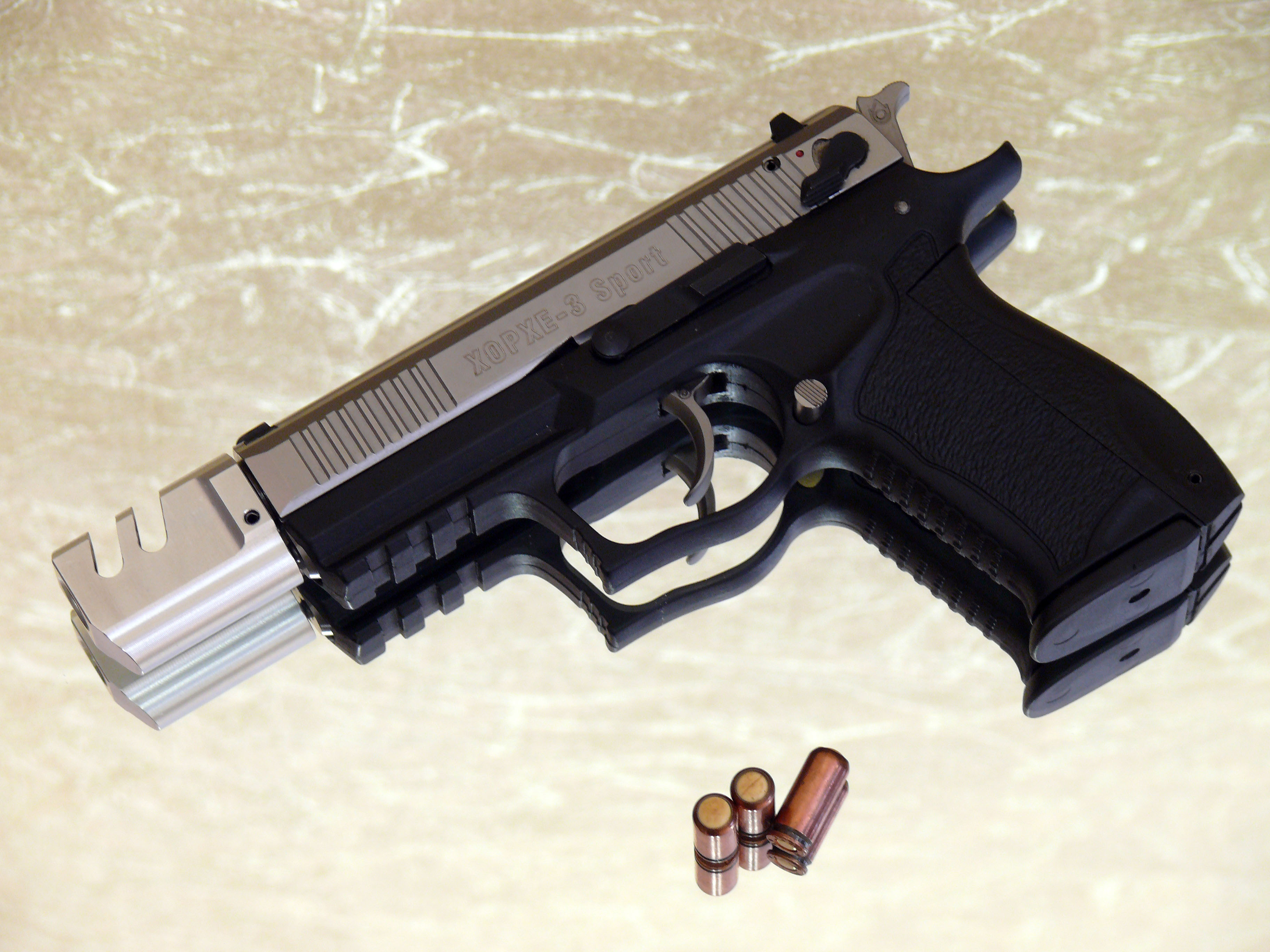
Спортивный пистолет «Хорхе-3С»

## Эксплуатация
- Россия — сертифицирован в качестве гражданского оружия самообороны, используется частными охранными структурами.
- Казахстан - после разрешения 1 января 2008 года приобретения травматического оружия в стране было продано некоторое количество травматических пистолетов "Хорхе". 2 апреля 2014 года парламент Казахстана установил запрет на владение и использование травматического оружия гражданскими лицами[10]. 29 октября 2014 года было принято решение о выкупе ранее проданного травматического оружия у владельцев[11], однако травматическое оружие по-прежнему разрешено в качестве служебного оружия частных охранных структур[12]